# Léonard Terry
Léonard Terry (Lieja, Bèlgica, 1816 - 1882) fou un compositor musical belga.
Feu els seus estudis en el Conservatori d'aquella ciutat i el 1845 i es donà a conèixer en un concurs de composició per una cantata intitulada la Vendetta que assolí el segon premi. A Bruges fou premiada la seva composició A la Victòria, cantata amb acompanyament d'orquestra. El 1849 fou nomenat director d'orquestra de l'Associació Musical de Lieja, funcions que desenvolupà fins al 1852, any en què succeí a Geraldy en la catedral de cant del Conservatori de la seva vila natal. El 1861 s'encarregà de la direcció de l'orquestra del teatre d'aquella ciutat.
Va compondre tres òperes, els títols de les quals són: Fridolin, (drama líric en un acte); Maître Bioch ou le Chercheur de Trésor, i la Zindorella, òpera còmica entres actes. Així mateix, deixà, moltes composicions lleugeres, tals com cors, melodies, romances per a veu amb acompanyament de piano, etc.
Dotat d'una gran instrucció musical, formà part de la redacció de La Tribune, de Lieja, i del Messager des Theâtres et des Arts, de París. El 1853 publicà la biografia del violinista Prume i l'obra Recherches històriques sur la musique et le theâtre au pays de Liège, depuis le onzième siècle jusqui'd nos jours, que degué aparèixer vers el 1865.